# Kenyentulus hubeinicus
Kenyentulus hubeinicus är en urinsektsart som beskrevs av Yin 1987. Kenyentulus hubeinicus ingår i släktet Kenyentulus och familjen lönntrevfotingar. Inga underarter finns listade i Catalogue of Life.